# Achselshirt

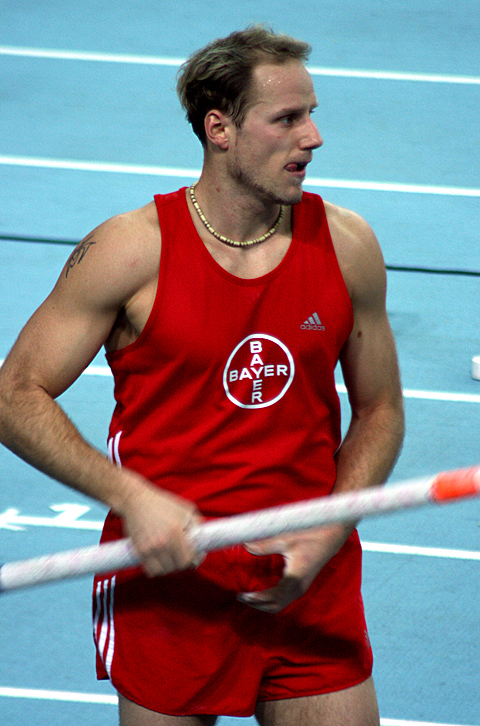
Athlet mit Achselshirt

Ein Achselshirt (englisch Tanktop) ist in der Herrenmode eine ärmellose, mit Trägern versehene Variante des T-Shirts. Dem Achselshirt entspricht in der Damenmode das Top. Achselshirts werden vor allem als Oberbekleidung an heißen Sommertagen und zum Sport getragen. Die Trikots zahlreicher Sportarten, z. B. Basketball, sind in Form eines Achselshirts gestaltet. Durch das Fehlen von Stoff im Bereich der Achselhöhlen kann der Schweiß besser verdunsten; zudem entstehen keine Druck- und Scheuerstellen unter den Armen.

## Geschichte

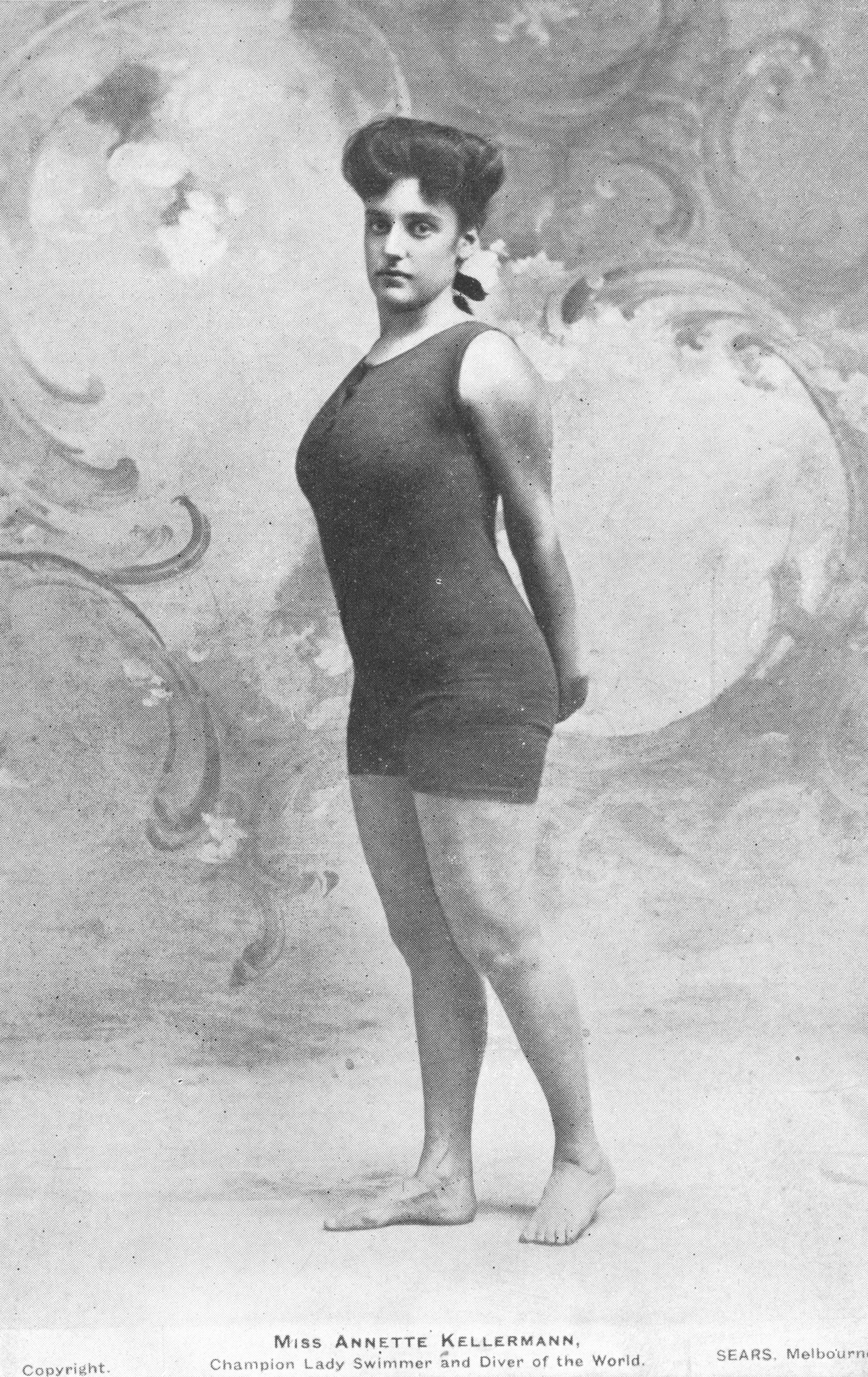
Die australische Schwimmerin Annette Kellerman im tank suit, 1907, vor ihrer Verhaftung wegen Erregung öffentlichen Ärgernisses

Das Achselshirt erlebte seinen Ursprung Anfang des 20. Jahrhunderts. Damals begannen Frauen mit dem Schwimmen als Wettkampf. 1912 traten bei den Olympischen Spielen in Stockholm erstmals Schwimmerinnen an. Schockierend war der Anblick für Zuschauer und Presse. Alle Anwesenden waren die damaligen verhüllenden Badekleider gewöhnt. Die Beine des Schwimmanzuges waren geschnitten wie die von Shorts, der eng anliegende obere Bereich war ärmellos. Damals wurde ein Schwimmbecken im angelsächsischen Raum nicht als pool, sondern als tank bezeichnet. Dazu wurde die Kleidung in diesem tank als tank suit bezeichnet. Herauskristallisiert wurde in den Sechziger Jahren der Begriff Tanktop. Der Begriff ist ein Relikt aus einer Zeit, in der man der Frau vorschrieb, sich nur im Schwimmbecken ärmellos zu zeigen. Außerdem trugen die männlichen Schwimmer bei den Olympischen Spielen fast identische Trikots. Man kann hierbei fast schon von einem Unisex-Look sprechen. Die Kleidung der Männer wurde nicht im Umfang wie die der Frauen diskutiert.